# نادي الشباب البصري
نادي الشباب البصري الرياضي هو فريق كرة قدم عراقي، مقره في منطقة الحسين  في البصرة، يلعب في الدوري العراقي الدرجة الثالثة.

## الإنجازات

### محلي
- الدوري العراقي الدرجة الثانية
  - الفائز (1): 2018-19

## روابط خارجية
- أندية العراق - تواريخ التأسيس
- اتحاد أندية البصرة